# SV Darmstadt 98
O SV Darmstadt 98 é uma agremiação esportiva alemã da cidade homônima, fundada a 22 de maio de 1898. Atualmente joga a 2. Bundesliga, a segunda divisão do futebol alemão.
Tal sociedade poliesportiva detêm departamentos de atletismo, futsal, basquetebol, judô, excursionismo, tênis de mesa e esportes eletrônicos.

## História

### Primeiros anos

Distintivo anterior do Darmstadt, similar em relação ao atual

O clube foi criado como FC Olympia Darmstadt. Nos primeiros meses de 1919 foi renomeado Rasen-Sportverein Olympia até 11 de novembro do mesmo ano, quando ao se fundir com o Darmstädter Sport Club 1905, formaram o Sportverein Darmstadt 98.
Entre os anos 1920 e 1930, a equipe atuou pela Bezirksliga como SV Darmstadt, na chave Main/Hesse, e lutou para ficar na máxima divisão. Em 1933, o regime nazista reorganizou o futebol alemão em 16 divisões. O clube foi incluído em 1941 no grupo 2 da Gauliga Hessen-Nassau, e por lá permaneceu por duas temporadas. Em 1945, o nível entrou em colapso por conta do avanço das tropas aliadas na Alemanha.
Terminado o conflito, o Darmstadt, entre os anos 1950 e a metade dos anos 1970, jogou a chave sul da Regionalliga, na época equivalente à segunda divisão alemã. O time obteve resultados abaixo da metade da tabela de classificação. Obteve o primeiro lugar na chave na temporada 1972-1973, contudo não conseguiu superar os play-offs para chegar à Bundesliga, a elite do futebol alemão.

### Bundesliga e a insolvência
Embora não dispusesse de grande disponibilidade econômica, a sociedade conseguiu atuar na Bundesliga nas temporadas 1978-1979 e 1981-1982. Em 1988, não conseguiu a promoção ao perder o confronto para o SV Waldhof Mannheim na disputa de pênaltis no terceiro encontro entre ambos. Em 1991, não foi rebaixada apenas porque foi aceita a licença profissional do Rot-Weiss Essen. A equipe todavia se encontrou em meio a graves problemas financeiros que a fizeram retroceder à terceira divisão em 1993, e depois, à quarta divisão em 1998.
O clube venceu a Hessen Pokal em 1999, 2000, 2006 e 2007 e foi tricampeão da Possmann-Hessen Cup entre 2000 e 2002. Na Copa da Alemanha avançou à terceira fase em 1989 e 2001, sendo ainda eliminado nas quartas de final de 1987 pelo Hamburger Sport-Verein.
No ano de 2015, a equipe conquistou o acesso automático para a Bundesliga após terminar a 2. Bundesliga na segunda colocação, atrás apenas da equipe do Ingolstadt.

## Elenco
Atualizado em 11 de dezembro de 2024.
Legenda
- : Capitão

## Títulos

### Liga
- Regionalliga Süd (II)
  - Campeão: 1973;
- 2. Bundesliga Süd (II)
  - Campeão: 1978, 1981;
- Regionalliga Süd (IV)
  - Campeão: 2011;
- Hessenliga
  - Campeão: 1950, 1962, 1964, 1971, 1999, 2004, 2008;

### Copas
- Copa Hessen
  - Campeão: 1966†, 1999, 2001, 2006, 2007, 2008;
  - Vice-campeão: 1971, 2009;
- † Vencido pelo time reserva.

## Cronologia recente
As recentes performances do clube:
| Temporada | Nível                 | Módulo | Posição |
| 1999–2000 | Regionalliga Süd      | III    | 9º      |
| 2000–01   | Regionalliga Süd      | III    | 5º      |
| 2001–02   | Regionalliga Süd      | III    | 14º     |
| 2002–03   | Regionalliga Süd      | III    | 17º ↓   |
| 2003–04   | Oberliga Hessen       | IV     | 1º ↑    |
| 2004–05   | Regionalliga Süd      | III    | 5º      |
| 2005–06   | Regionalliga Süd      | III    | 5º      |
| 2006–07   | Regionalliga Süd      | III    | 16º ↓   |
| 2007–08   | Oberliga Hessen       | IV     | 1º ↑    |
| 2008–09   | Regionalliga Süd      | IV     | 15º     |
| 2009–10   | Regionalliga Süd      | IV     | 15º     |
| 2010–11   | Regionalliga Süd (IV) | IV     | 1º ↑    |
| 2011–12   | 3. Liga               | III    | 14º     |
| 2012–13   | 3. Liga               | III    | 18º     |
| 2013–14   | 3. Liga               | III    | 3º ↑    |
| 2014–15   | 2. Bundesliga         | II     | 2º ↑    |
| 2015–16   | Bundesliga            | I      | 14º     |
| 2016–17   | Bundesliga            | I      | 18º ↓   |
| 2017–18   | 2. Bundesliga         | II     | 10º     |
| 2018–19   | 2. Bundesliga         | II     | 10º     |
| 2019–20   | 2. Bundesliga         | II     | 5º      |
| 2020–21   | 2. Bundesliga         | II     | 7º      |
| 2021–22   | 2. Bundesliga         | II     | 4º      |
| 2022–23   | 2. Bundesliga         | II     | 2º ↑    |
| 2023–24   | Bundesliga            | I      |         |